# Anhangabaú (métro de São Paulo)
Anhangabaú (en portugais : Estação Anhangabaú) est une station de la ligne 3 - Rouge du métro de São Paulo. Elle est située sur la Rua Formosa dans le quartier República, à São Paulo au Brésil.
Il y a une sortie directe de la station vers le terminus de bus dénommé Terminus Bandeira.

## Situation sur le réseau

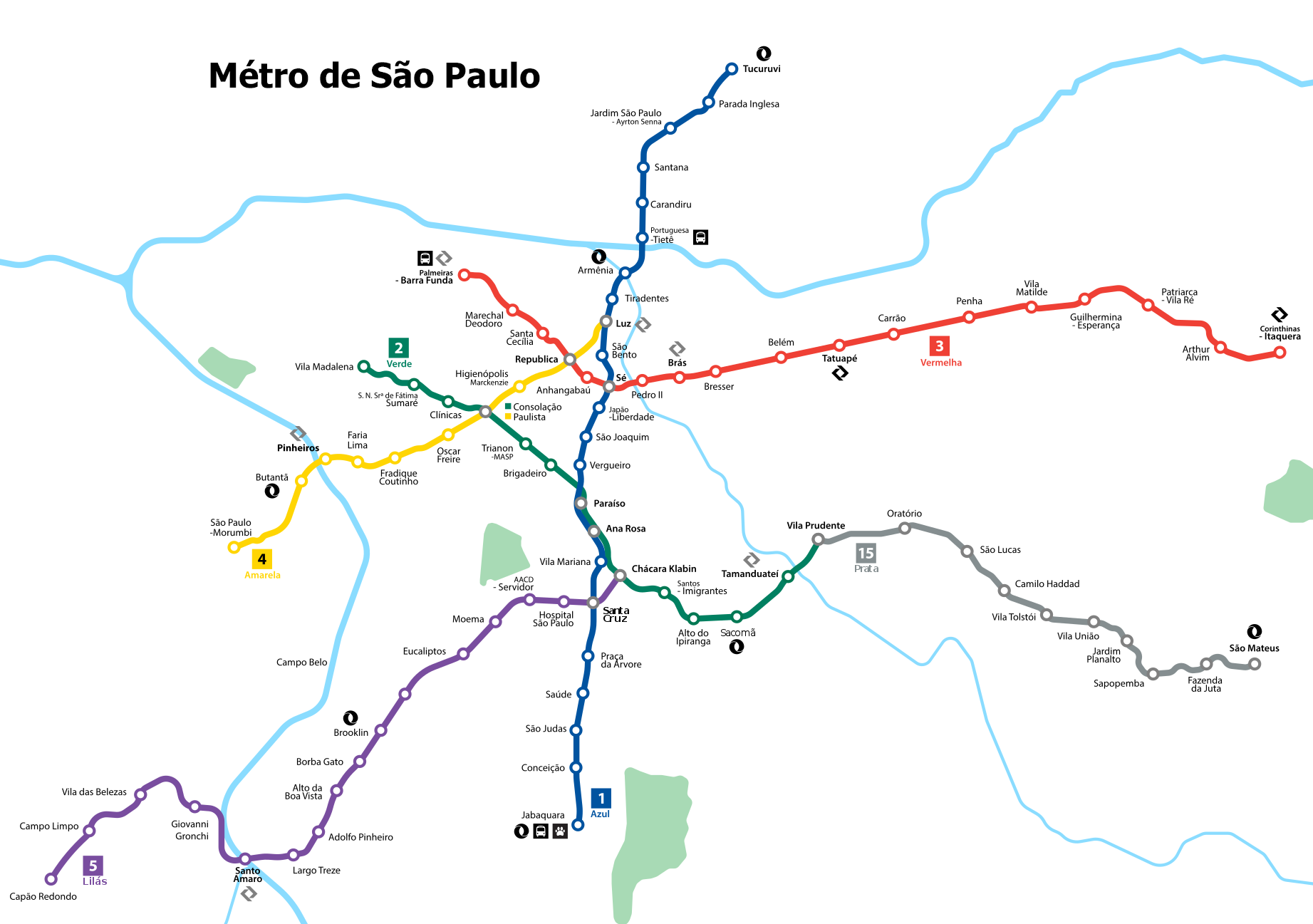
Plan du Métro de São Paulo 2020.

Établie en souterrain, la station Anhangabaú est située sur la ligne 3 du métro de São Paulo (rouge), entre les stations República, en direction du terminus de Palmeiras-Barra Funda, et Sé, en direction du terminus de Corinthians-Itaquera

## Histoire
En 1976, la Companhia do Metropolitano de São Paulo présente le projet ligne Est - Ouest. Parmi les stations projetées, celles qui nécessitent une plus importante expropriation sont les stations Sé et República. Alors que la compagnie exproprie et démolit plusieurs bâtiments tels que le Palacete Santa Helena (pt) et l'édifice Mendes Caldeira pour construire la station Sé, sur la Place de la République, l'annonce de l'expropriation et de la démolition de l'école publique Caetano de Campos pour la construction de la station República provoque une grande agitation avec des manifestations et un procès pour empêcher la démolition de l'école. Lorsque le maire, de São Paulo, Olavo Setúbal (pt) un ancien élève de l'école, finit par se joindre aux manifestations, la compagnie n'a plus d'autre alternative que de changer la conception de la station República et le plan du tronçon República - Sé pour préserver l'école. Lors de ce changement de projet, les techniciens remarque que la grande distance entre les places de la cathédrale et la République, nécessite la création d'une station intermédiaire. La nouvelle station, la dernière à être incluse dans le projet de la ligne Est-Ouest est dénommée Anhangabaú,.

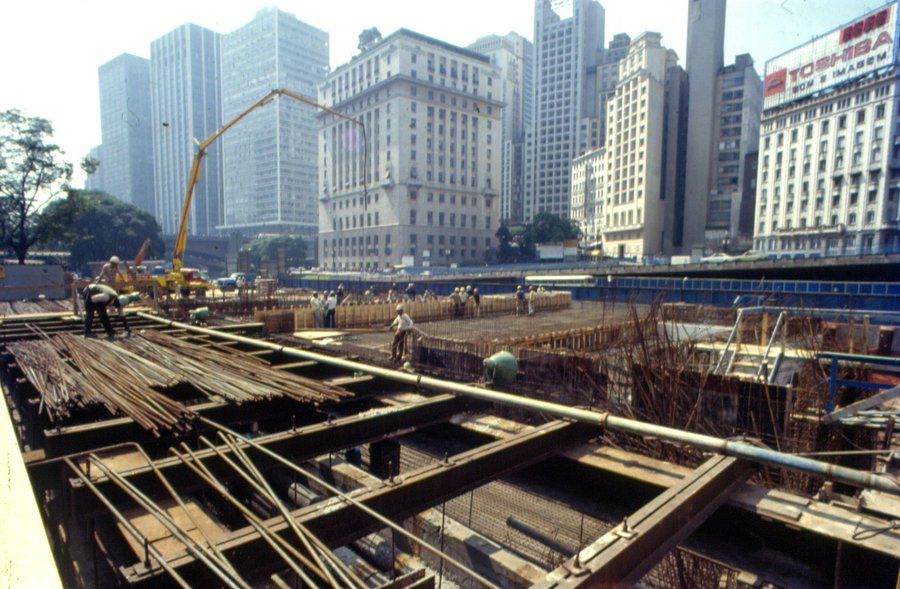
Travaux de la station Anhangabaú, en 1980.

Alors que les travaux de la station República modifiée et du tronçon vers la station Sé sont lancés par l'entreprise de construction Camargo Corrêa le 27 septembre 1977, le projet de la station Anhangabaú est reporté pour des raisons économiques et juridiques. Dans une manœuvre légale (non contestée par d'autres entreprises), la Cia. do Metropolitano de São Paulo ne concours pas et c'est Camargo Corrêa qui est choisie pour construire la nouvelle station. Les travaux débutent le 2 janvier 1980. Les expropriations et les interdictions pour la réalisation des travaux obligent la Cia. Do Metropolitano à construire des passerelles temporaires pour relier la vallée d'Anhangabaú,.

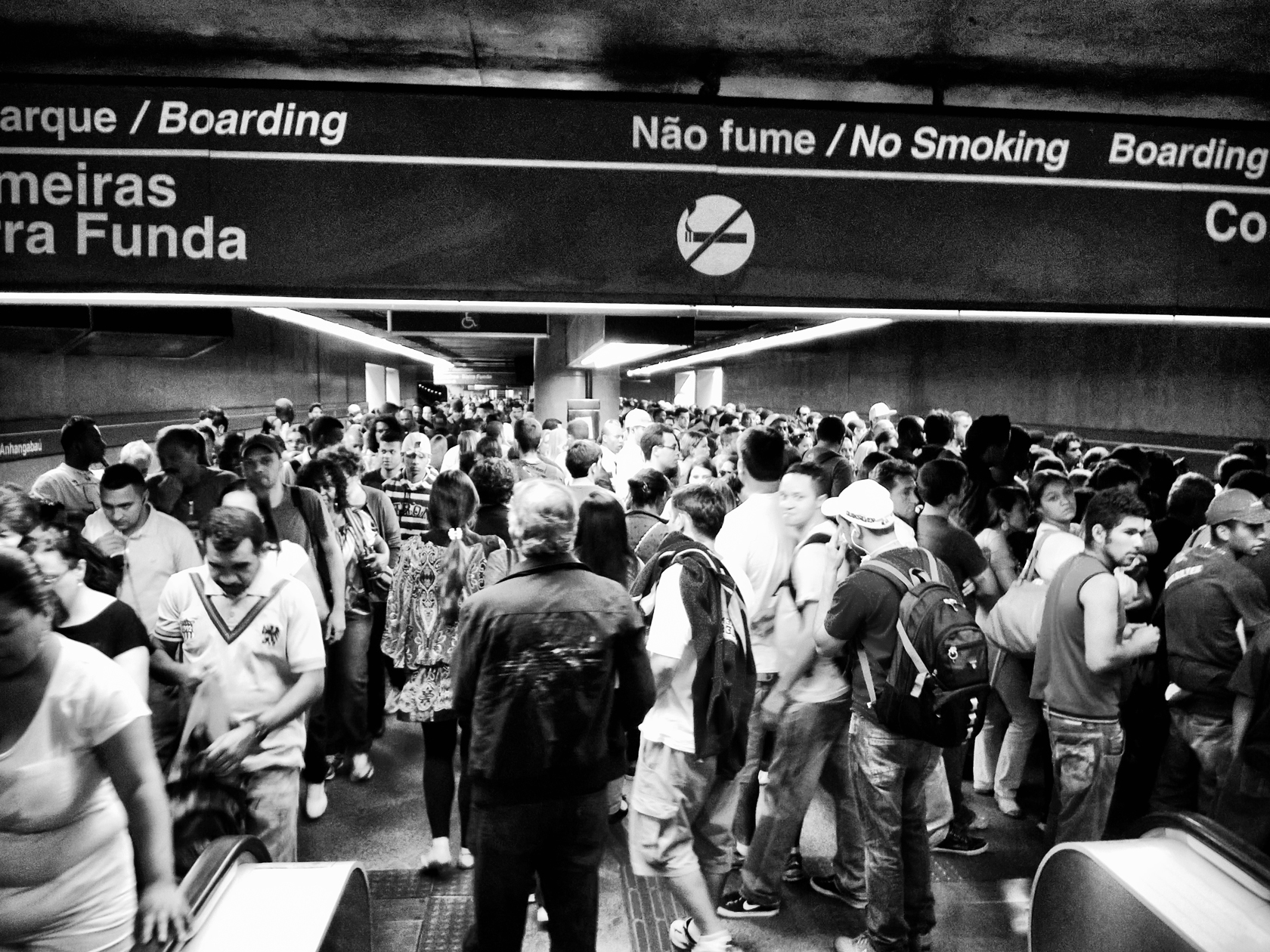
Affluence à la station.

Prévu pour être achevé à la mi-1982, les travaux de la station subissent des retards et sa mise en service n'intervient que le 26 novembre 1983. Station souterraine avec deux mezzanines de distribution, une à chaque extrémité du quai central, structure en béton apparent et ouvertures pour l'éclairage naturel. Il a accès pour les personnes handicapées physiques. Elle est conçue pour absorber jusqu'à 20 000 voyageurs par jour et dispose d'une surface de 11 160 m2.
Pendant l'exécution des travaux, la ville de São Paulo et la Cia. Do Metropolitano ont créé un terminus de bus, dénommé Terminus Bandeira, à proximité. Le 8 novembre 1996, pour faciliter les correspondances, une passerelle est ouverte entre le terminal Bandeira et la station Anhangabaú.
À la fin des années 1980, lors de la mise en œuvre du projet de revitalisation du Vale do Anhangabaú (par les architectes Jorge Wilheim et Rosa Grena Kliass), l'un des accès à la station (vers l'avenida 23 de Maio) est définitivement fermé.

## Services aux voyageurs

### Accès et accueil
Son entrée est située Largo Santa Cecilia. Elle est accessible par des rampes puis on accède aux quais par des escaliers ordinaires. Un ascenseur est réservé aux personnes à la mobilité réduite.

### Desserte
| Ligne                         | Terminus                                         | Stations | Intervalle entre les trains (min) | Opération                                                                 |
| ----------------------------- | ------------------------------------------------ | -------- | --------------------------------- | ------------------------------------------------------------------------- |
| Ligne 3 du métro de São Paulo | Palmeiras - Barra Funda ↔ Corinthians - Itaquera | 18       | 2                                 | Tous les jours, de 4h40 à 0h. Le samedi, jusqu'à 1h du matin le dimanche. |

### Intermodalité
La station dispose d'une sortie directe vers le Terminus Bandeira desservi par de nombreux bus.

## Œuvres d'art
- "In Vitro" (installation), Mario Fraga, peinture sur polyvinyle de butyral (1999-2002), verre feuilleté et miroir (42 vitraux de 3,20m x 1,20m x 0,03m - 162m² - 18 miroirs de 3,20m x 1,20mx 0,006m - 69m²), installé dans les jardins intérieurs, quai Voie 1[7].

In Vitro
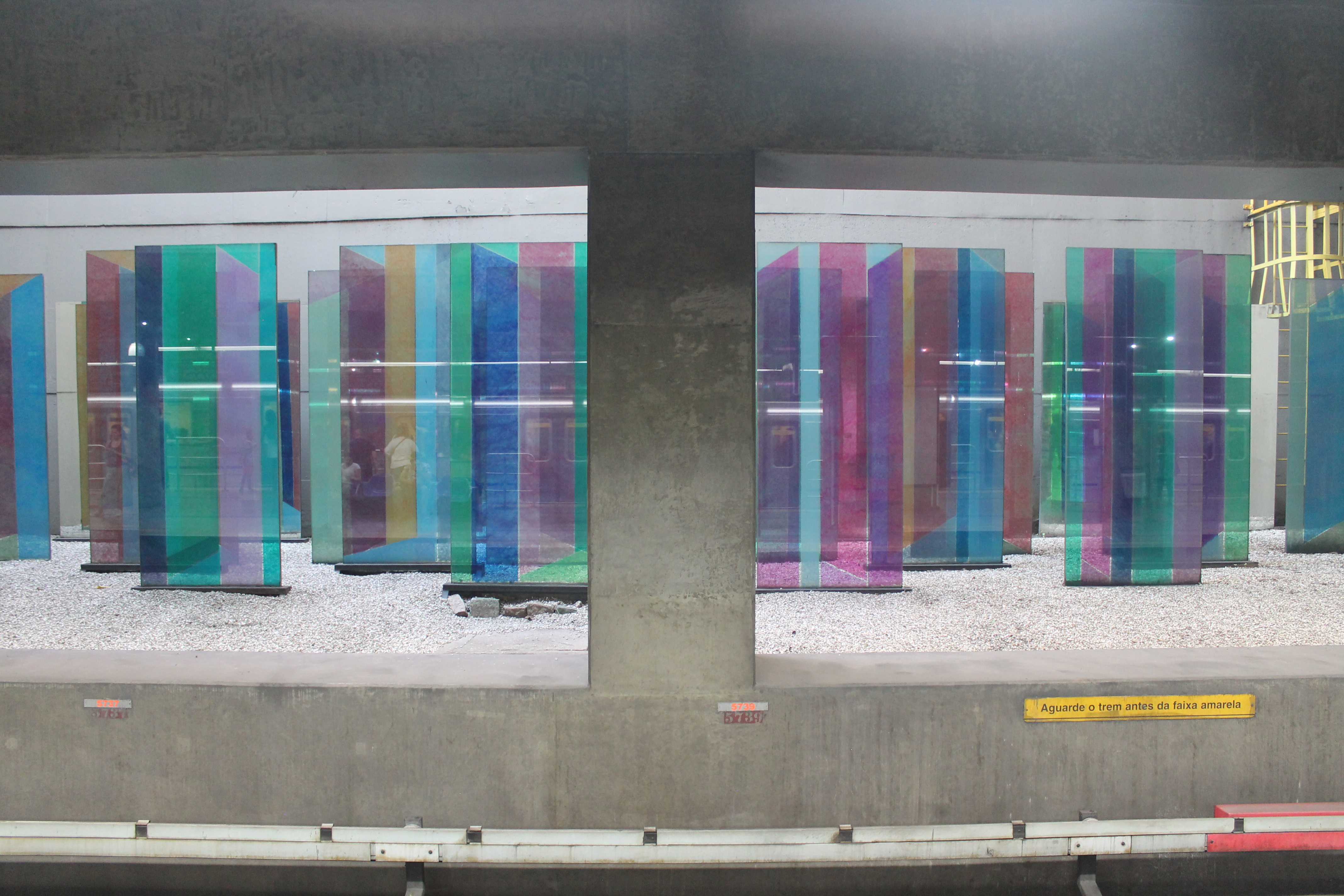
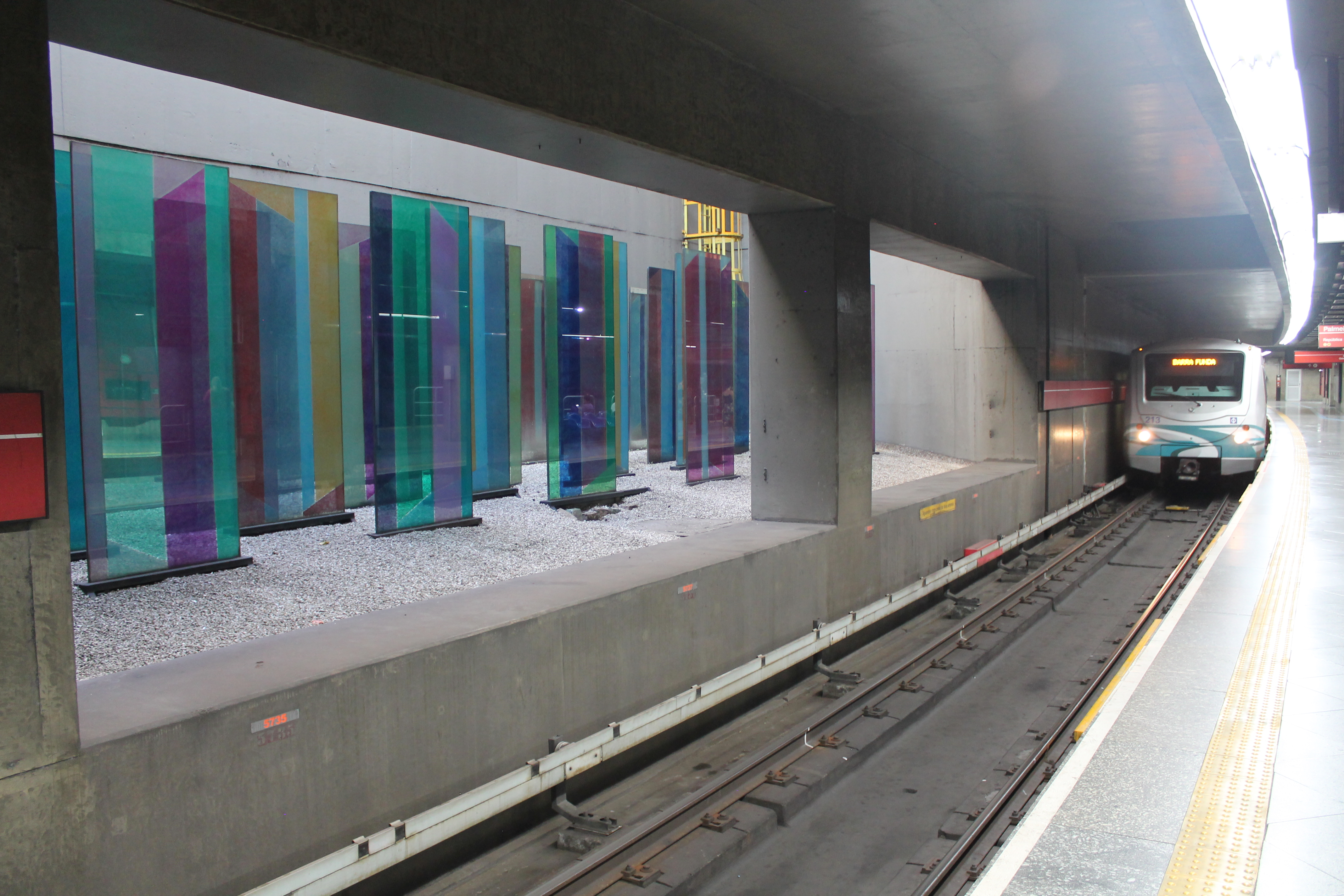
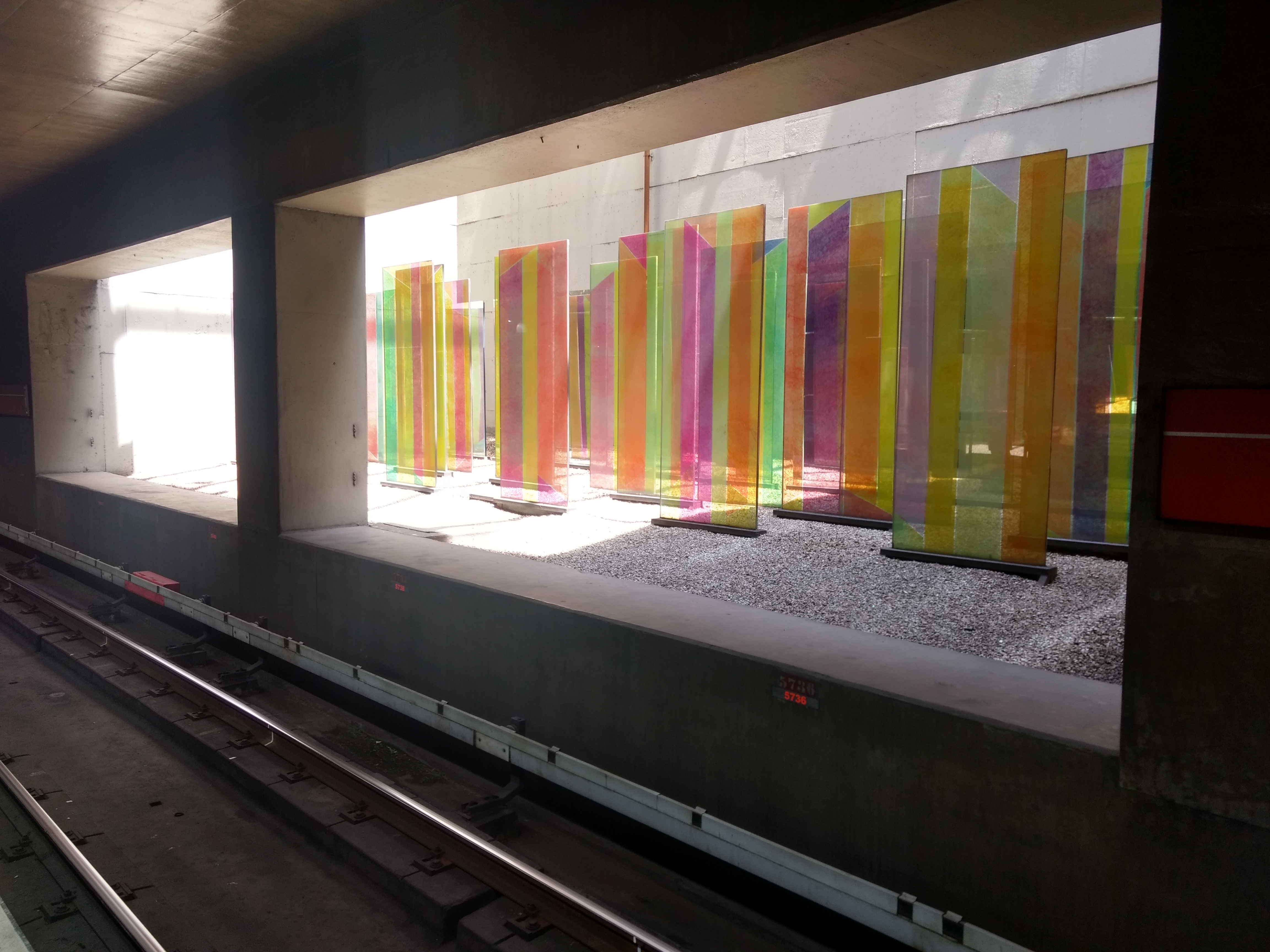

## À proximité
- Vale do Anhangabaú
- Théâtre municipal de São Paulo
- Hôtel de ville de São Paulo

## Projets
Une intégration entre la ligne 3 et la future 19 était prévue, mais elle n'a pas été confirmée et est actuellement considérée comme un projet obsolète.